# АМ-35
АМ-35 — советский поршневой авиационный двигатель конструкции А. А. Микулина.
Основанный на АМ-34ФРН, АМ-35 начал выпускаться в 1940 году и использовался на истребителях МиГ-1 и МиГ-3 во время Второй мировой войны, так же ограниченно и на тяжёлом бомбардировщике Пе-8.
Двигатель был очень близок конструктивно к АМ-38 для штурмовика Ил-2 и строился на том же заводе. Поскольку Ил-2 был наиболее требуемым для ВВС самолётом, завод № 24 был вынужден максимально наращивать выпуск АМ-38, а Микулин — уделить основное внимание его совершенствованию. АМ-35 же был формально снят с производства в конце 1941 года, хотя фактически выпускался в небольших количествах до 1944 г.

## История проектирования
АМ-35 являлся модификацией АМ-34ФРН с номинальной мощностью 1200 л. с. на границе высотности (4500 метров) и 1130 л. с. у земли. Повышение характеристик двигателя было достигнуто за счет установки:
- центробежного нагнетателя с односкоростным (число редукции 12,47) приводом ФН-35, на входе которого было размещено специальное устройство с поворотными лопатками конструкции В. И. Поликовского, что значительно улучшило протекание высотных характеристик и увеличило эффективную мощность у земли на промежуточных высотах ниже расчётной (4500 метров) на 90-100 л. с., то есть на 7-8 %;
- четырёх карбюраторов типа К-35 перед нагнетателем (вместо одного на двигателе АМ-34ФРН), что в значительной степени улучшило равномерность распределения топливной смеси по цилиндрам;
- двух соединенных последовательно бензонасосов БНК-5.

Сухой вес мотора составлял 785 кг.
Двигатель АМ-35 устанавливался на опытном штурмовике Ильюшина БШ-2 — прототипе знаменитого Ил-2. Однако АМ-35 не прошёл 100-часовые государственные испытания в феврале 1939 года и в серию не пошёл.
Главный дефект мотора заключался в появлении трещины на задней стенке капюшона верхнего картера. В этой связи в конструкцию верхней части корпуса мотора были внесены изменения, и с ними мотор в марте 1939 года прошёл заводские испытания, а в апреле предъявлен на повторные государственные испытания, которые прошёл удовлетворительно.
В заключении акта Государственной комиссии указывалось, что:

«…Мотор госиспытания прошел удовлетворительно.
…Номинальная мощность, высотность, удельные расходы топлива и масла соответствуют требуемым.
…Мотор АМ-35 имеет оригинальную конструкцию нагнетателя, снабженного лопатками Стечкина-Поликовского, который повышает эффективную мощность мотора у земли на 90-100 л. с. и на промежуточных высотах до расчётной на 7-8 %. Необходимо опыт работы завода № 24 передать на другие заводы и в первую очередь на завод № 26.
…В сроки, согласованные с заводом, устранить дефекты обнаруженные во время испытаний:
а) разрушение крыльчатки водяной помпы;
б) наклёп на шлицах барабана и шестерни вала редуктора;
в) не отработан малый газ (большой расход топлива).
…Проработать вопрос возможности установки АМ-35 на самолёт ДБ-3.
…Изготовить в течение 1939 года моторов АМ-35-300 шт.
…Срок службы до 1-й переборки установить в 100 час.
…15. 06. 1939 года изготовить 5 моторов АМ-35 и предъявить для лётных испытаний на самолёте БШ-2…»

## АМ-35А
Одновременно, для получения большой мощности и высотности А. А. Микулин разработал модификацию двигателя АМ-35А, на которой применил нагнетатель с весьма высоким наддувом (1040 мм рт. ст.). В течение всего 1940 года производилась доводка мотора АМ-35А. Двигатель был установлен на опытный бронированный штурмовик БШ-2 конструкции С. В. Ильюшина.
Моторы АМ-35А с апреля 1940 года устанавливались также на опытные истребители И-200 (впоследствии МиГ-1 и МиГ-3), на которых фактически проходили летные испытания. Хотя и произошло несколько отказов опытных экземпляров двигателя, большая высотность мотора АМ-35А позволила опытному самолёту И-200 достичь скорости полёта 656 км/ч на высоте 7000 м. В последующем серийные самолёты МиГ-3 на этой высоте обладали максимальной скоростью более 610 км/ч, легко обгоняя истребители других типов, причём как отечественные, так и зарубежные. На расчётной высоте АМ-35А имел номинальную мощность 1200 л. с., а максимальная мощность в течение 20 минут на высоте 4750 м составляла 1400 л. с. Этот результат был выдающимся для 1940 года.
В период с 16 июля по 28 августа двигатель удовлетворительно прошёл государственные испытания на стенде. Сам Микулин выявленные дефекты посчитал мелкими, но заказчик акт не подписал, и удовлетворение его претензий заняло ещё 16 дней. Госкомиссия в акте от 23 ноября 1940 года установила срок службы мотора до первой переборки в 100 часов.
В конце 1940 года двигатели АМ-35А установили на опытный бомбардировщик ДБ-240 конструкции В. Г. Ермолаева. Хотя АМ-35А и был значительно тяжелее М-105 (на 230 кг) и имел больший удельный расход топлива (285—315 г/л. с. х ч против 270—288 г/л. с. х ч у М-105), однако прирост мощности был решающим при выборе. Позднее более перспективным сочли вариант этой машины с двигателями АМ-37.
В конце 1940 года двигатель АМ-35А был запущен в серию, однако тут же, программа выпуска АМ-35А на заводе № 24 приказом А. И. Шахурина № 785 от 30 декабря 1940 года была сокращена на 2000 штук. В связи с этим, ни один из двигателей так и не был установлен на Ил-2. Тем не менее, с весны 1941 года стали оснащаться двигателями АМ-35А серийные бомбардировщики ТБ-7.
Весной 1941 года у мотора АМ-35А выявился серьёзный дефект. В строевых частях произошло несколько катастроф. На поиск способов устранения отказа ушёл месяц. В течение этого времени были запрещены полёты самолётов МиГ-3, ТБ-7 с АМ-35А, а также опытных машин. Вскоре моторы оборудовали новым механическим устройством управления лопатками.
Также, Микулину и директору завода № 24 Жезлову было рекомендовано с целью увеличения ресурса поставить усиленные детали на мотор АМ-35А и к 1 июля 1941 года провести 150-часовые испытания. При положительных результатах испытаний давалось указание незамедлительно запустить моторы с увеличенным ресурсом в серию. В постановлении от 10 июня фиксировалось заявление Микулина и Жезлова о том, что мотор АМ-35А со 150-часовым ресурсом будет на 18-20 кг тяжелее мотора АМ-35А со 100-часовым ресурсом.
В ходе серийного выпуска мотора АМ-35А решался вопрос о выборе наиболее рациональной степени редукции мотора. В результате испытаний, проведенных в ЛИИ, оказалось, что более целесообразным для И-200 оказалось передаточное число 0,732, которое снизили с изначального 0,902. На самолётах именно с такими моторами (и редукторами) достигалась максимальная скорость полёта.

## Производство
Серийное производство мотора АМ-35А было официально прекращено в конце 1941 года. В качестве основной причины выдвигалось снятие с производства основного потребителя — самолёта МиГ-3 и необходимость расширения выпуска моторов АМ-38. Однако небольшие партии АМ-35А всё же выпускались до конца 1944 г., причём для двигателей последних выпусков использовались узлы АМ-38Ф. Всего было выпущено 4659 двигателей АМ-35/35А, из них 4034 — в 1941 году.
Производство двигателей АМ-35А по годам, шт.:
| 1940 год | 1941 год | 1942 год | 1943 год | 1944 год | Всего |
| -------- | -------- | -------- | -------- | -------- | ----- |
| 192      | 4012     | 173      | 202      | 41       | 4620  |

## Экспозиция в музеях
Двигатель АМ-35 представлен в экспозициях следующих музеев: Двигатель АМ-35А представлен в экспозиции Азовского исторического музея в зале посвященном Великой Отечественной войне.
- музей ВВС, Монино (Московская область)

Двигатель АМ-35А представлен в авиамузее г. Ювяскюля (Финляндия)